# Примусова праця в Третьому Рейху

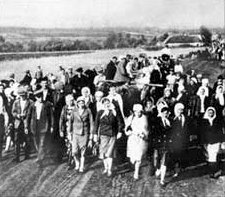
Черкащани, вивезені до Німеччини на примусові роботи. Фото 1942 р.

Використання рабської та примусової праці в нацистській Німеччині (нім. zwangsarbeit) та по всій окупованій Третім Рейхом Європі під час Другої світової війни відбувалося в безпрецедентних масштабах. Це було життєво важливою частиною німецької економічної експлуатації завойованих територій і сприяло масовому знищенню населення в окупованій Європі. Німці вивезли приблизно 12 мільйонів людей з майже двадцяти європейських країн; близько двох третин прибули з Центральної та Східної Європи. Багато робітників загинуло внаслідок нелюдських умов — жорстоке поводження, недоїдання і тортури були основними причинами смерті остарбайтерів. Багато інших стали жертвами внаслідок бомбардування союзників та обстрілів протягом війни. На піку примусові робітники становили 20 % робочої сили Німеччини. За підрахунками, близько 15 мільйонів чоловіків і жінок одномоментно під час війни були примусовими робітниками.
Крім євреїв, найсуворіша політика депортації та примусової праці застосовувалася до населення Білорусі, України та Росії. До кінця війни половина населення Білорусі була вбита або вислана.
Поразка нацистської Німеччини в 1945 р. звільнила приблизно 11 млн іноземців (віднесених до категорії «переміщених осіб»), більшість з яких були примусовими робітниками та військовополоненими. У воєнний час німецькі війська привезли до Рейху 6,5 мільйонів мирних жителів на додаток до радянських військовополонених для невільної праці на заводах. Однак, у випадку громадян СРСР, повернення часто означало підозру у співпраці чи поміщення до ГУЛАГу. Загалом 5,2 мільйона іноземних робітників та військовополонених було репатрійовано до Радянського Союзу, 1,6 мільйона до Польщі, 1,5 мільйона до Франції та 900 000 до Італії, а також по 300 000 до 400 000 у Югославію, Чехословаччину, Нідерланди, Угорщину та Бельгію.

## Вивезення на роботу до Німеччини
Перші українці потрапили на примусові роботи до Австрії  влітку 1939 року, після окупації угорськими військами Закарпаття. У вересні 1939 року українці з Галичини — полонені військовослужбовці польської армії також потрапили на роботи до Третього Рейху. Добровільно цивільні робітники з дистрикту Галичина почали виїжджати до Німеччини влітку 1941 року.

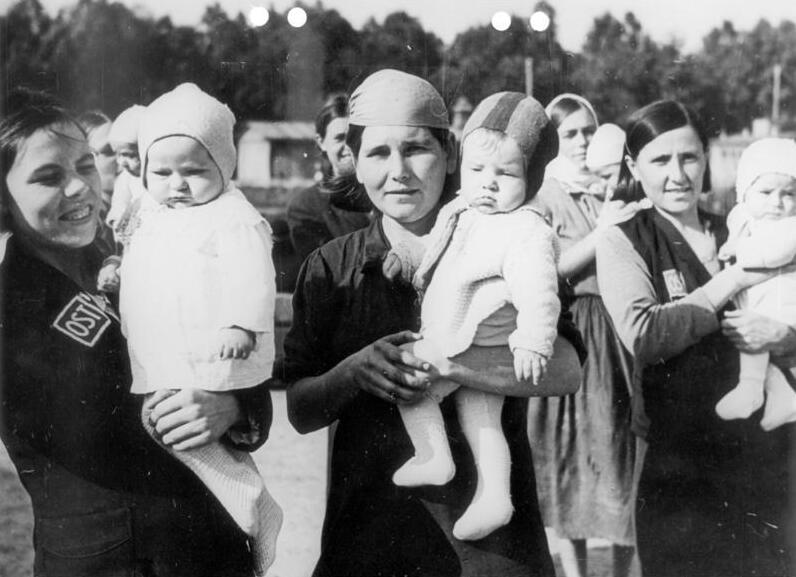

На території УРСР вивезення робітників розпочалося від квітня 1942 року й тривало до остаточного визволення від загарбників. Для набору робітників переважно застосовувалися облави, вивезення всього населення з окремих населених пунктів, покарання за неявку на збірні пункти як за саботаж. Незначна частина працівників виїхала добровільно, можливо — умовно добровільно, бо з боку німецької окупаційної влади застосовувалися різні методи тиску. 

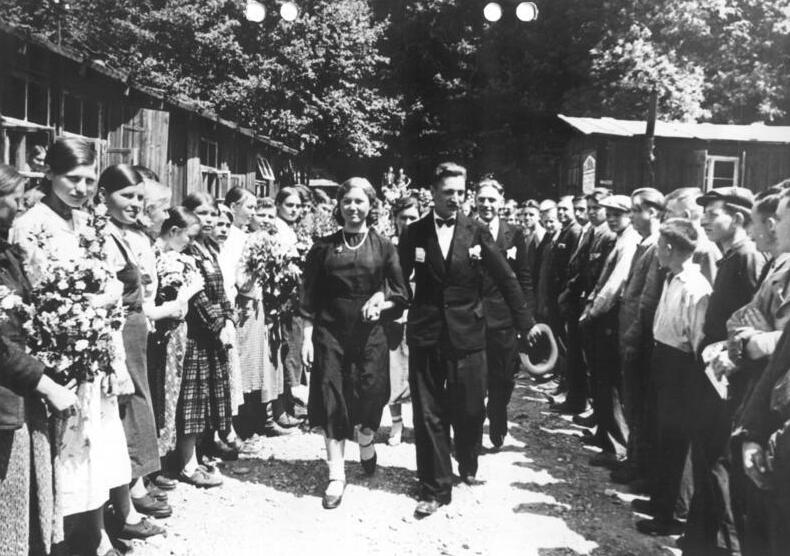
Весілля у таборі для остарбайтерів. Пропагандистська світлина Німецького робітничого фронту

Під час наступу Червоної армії (1943—1944) частина населення з українських земель з різних причин також виїхала до Німеччини і працювала там до її повної поразки.
З України було примусово вивезено понад 2,4 млн осіб, переважно молодь.

### Примусові роботи на окупованих німцями українських землях
Значна частина населення перебувала в таборах і гетто на окупованих українських територіях .

## Післявоєнна доля робітників
Більшість остарбайтерів-українців по закінченні війни потрапили до таборів для переміщених осіб в західних Зонах окупації. Згідно з угодами, підписаними на Кримській та Потсдамській конференціях, репатріація була обов’язковою для осіб, що були громадянами СРСР до 1939 року. Остарбайтери-репатріанти проходили перевірку й фільтрацію у таборах і збірно-пересильних пунктах Наркомату оборони та фільтраційних пунктах НКВС СРСР. Близько 58% їх отримали змогу повернутися до попереднього місця проживання, 19% осіб мобілізували до Червоної армії, 14% — на примусові роботи до трудових батальйонів, 6,5% було заарештовано, 2% працювали в збірних таборах. Тим, хто повернувся до СРСР, довелося пройти перевірку органів НКВС, на них заводилися фільтраційні справи.